# Europese kampioenschappen zwemmen 1966
De Europese kampioenschappen zwemmen 1966 werden gehouden van 20 tot en met 27 augustus 1966 in het zwembad Den Hommel in Utrecht, Nederland. Het was voor het eerst dat Nederland het EK zwemmen organiseerde. Prins Bernhard der Nederlanden was beschermheer van dit zwemtoernooi, maar onderbrak zijn vakantie niet om de kampioenschappen te openen.

## Zwemmen

### Mannen

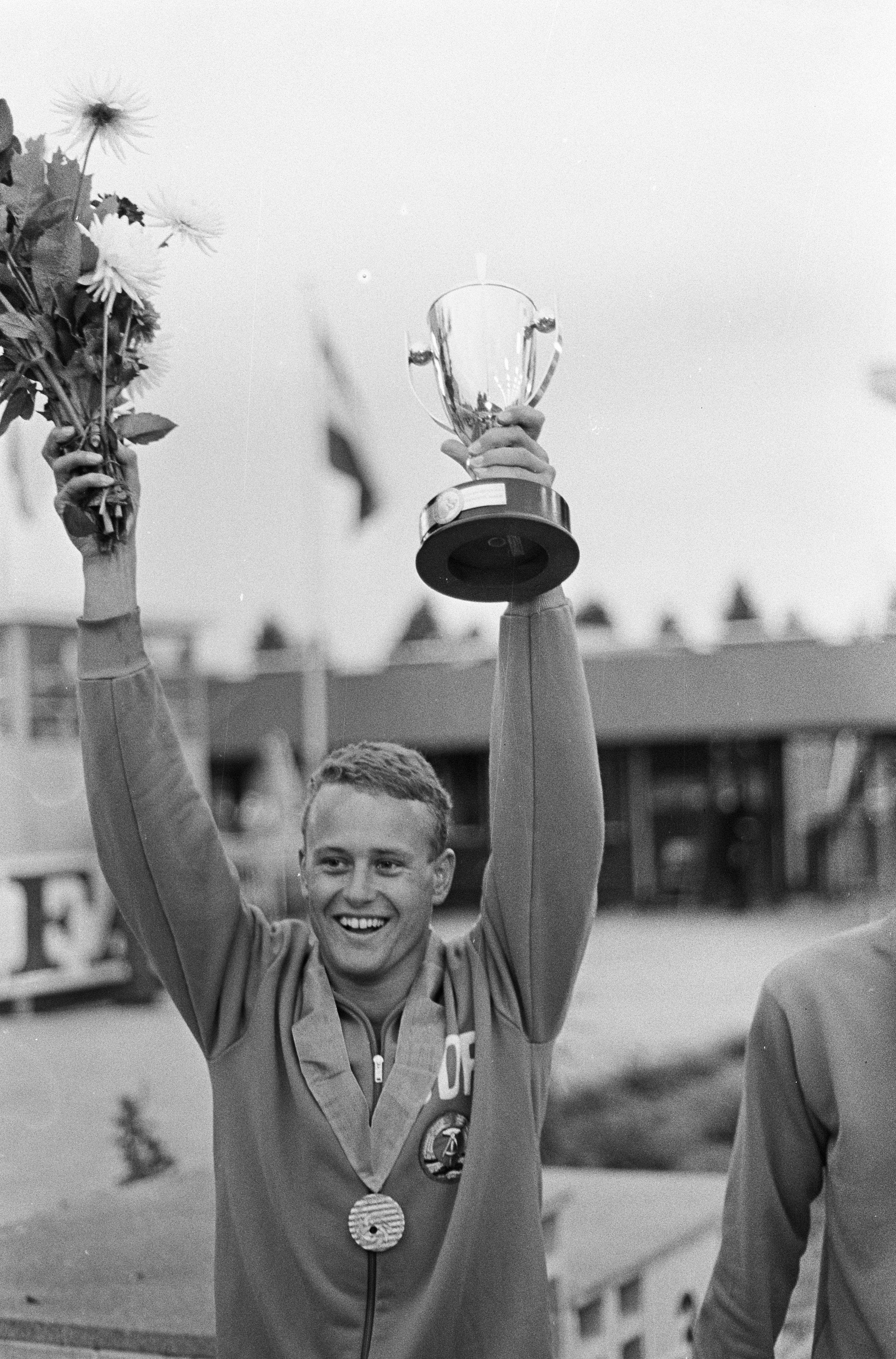
De Oost-Duitser Frank Wiegand won driemaal goud en tweemaal zilver

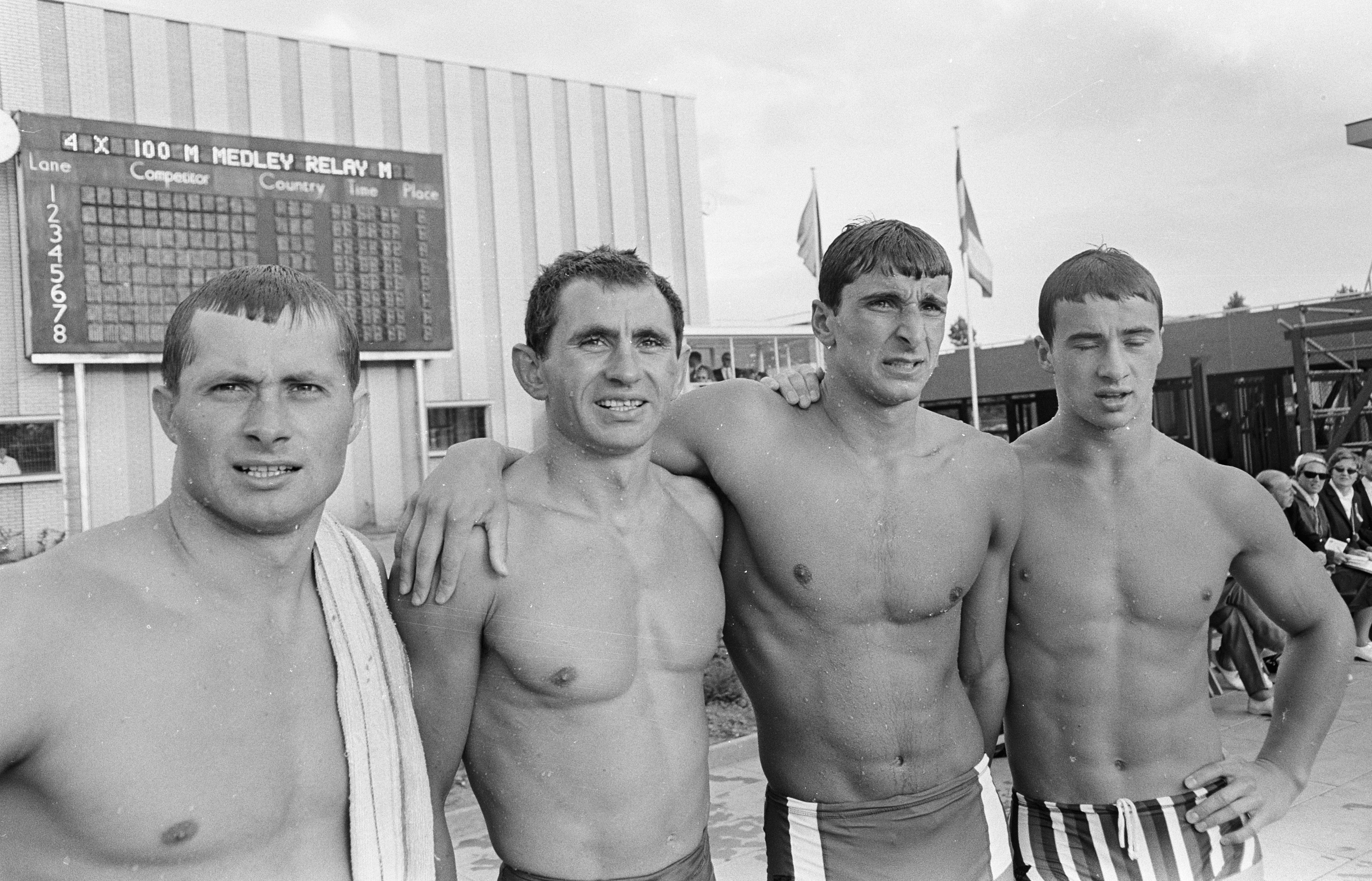
Koezmin, Prokopenko, Mazanov en Iljitsjov veroverden de gouden medaille op de 4x100 meter wisselslag

| Afstand:           | Goud:                                                                                   | Tijd    | Zilver:                                                                                       | Tijd    | Brons:                                                               | Tijd    |
| 100 m vrije slag   | Bob McGregor Verenigd Koninkrijk                                                        | 53,7    | Leonid Iljitsjov Sovjet-Unie                                                                  | 54,3    | Udo Poser Duitse Democratische Republiek                             | 54,8    |
| 400 m vrije slag   | Frank Wiegand Duitse Democratische Republiek                                            | 4.11,1  | Semjon Belits-Gejman Sovjet-Unie                                                              | 4.13,2  | Alain Mosconi Frankrijk                                              | 4.13,6  |
| 1500 m vrije slag  | Semjon Belits-Gejman Sovjet-Unie                                                        | 16.58,5 | Alan Kimber Verenigd Koninkrijk                                                               | 17.13,2 | Aleksandr Pletnev Sovjet-Unie                                        | 17.17,9 |
| 200 m rugslag      | Joeri Gromak Sovjet-Unie                                                                | 2.12,9  | Jaime Monzo Spanje                                                                            | 2.15,7  | Joachim Rother Duitse Democratische Republiek                        | 2.16,7  |
| 200 m schoolslag   | Georgi Prokopenko Sovjet-Unie                                                           | 2.30,0  | Aleksandr Toetakajev Sovjet-Unie                                                              | 2.30,3  | Egon Henninger Duitse Democratische Republiek                        | 2.30,5  |
| 200 m vlinderslag  | Valentin Koezmin Sovjet-Unie                                                            | 2.10,2  | Horst-Günter Gregor Duitse Democratische Republiek                                            | 2.10,6  | Anatoli Skavronski Sovjet-Unie                                       | 2.11,2  |
| 400 m wisselslag   | Frank Wiegand Duitse Democratische Republiek                                            | 4.47,9  | Andrej Doenajev Sovjet-Unie                                                                   | 4.48,7  | Klaus Katzur Duitse Democratische Republiek                          | 4.55,7  |
| 4x100 m vrije slag | Duitse Democratische Republiek Frank Wiegand Udo Poser Horst-Günter Gregor Peter Sommer | 3.36,8  | Sovjet-Unie Leonid Iljitsjov Viktor Mazanov Georgi Koelikov Vladimir Sjoevalov                | 3.37,5  | Zweden Lester Eriksson Göran Jansson Ingvar Eriksson Jan Lundin      | 3.39,0  |
| 4x200 m vrije slag | Sovjet-Unie Leonid Iljitsjov Semjon Belits-Gejman Aleksandr Pletnev Jevgeni Novikov     | 8.00,2  | Duitse Democratische Republiek Horst-Günter Gregor Alfred Müller Udo Poser Frank Wiegand      | 8.01,6  | Zweden Lester Eriksson Olle Ferm Ingvar Eriksson Jan Lundin          | 8.04,3  |
| 4x100 m wisselslag | Sovjet-Unie Viktor Mazanov Georgi Prokopenko Valentin Koezmin Leonid Iljitsjov          | 4.02,4  | Duitse Democratische Republiek Jürgen Dietze Egon Henninger Horst-Günter Gregor Frank Wiegand | 4.02,9  | Hongarije József Csikány Ferenc Lenkei Ákos Gulyás István Szentirmay | 4.05,9  |

### Vrouwen

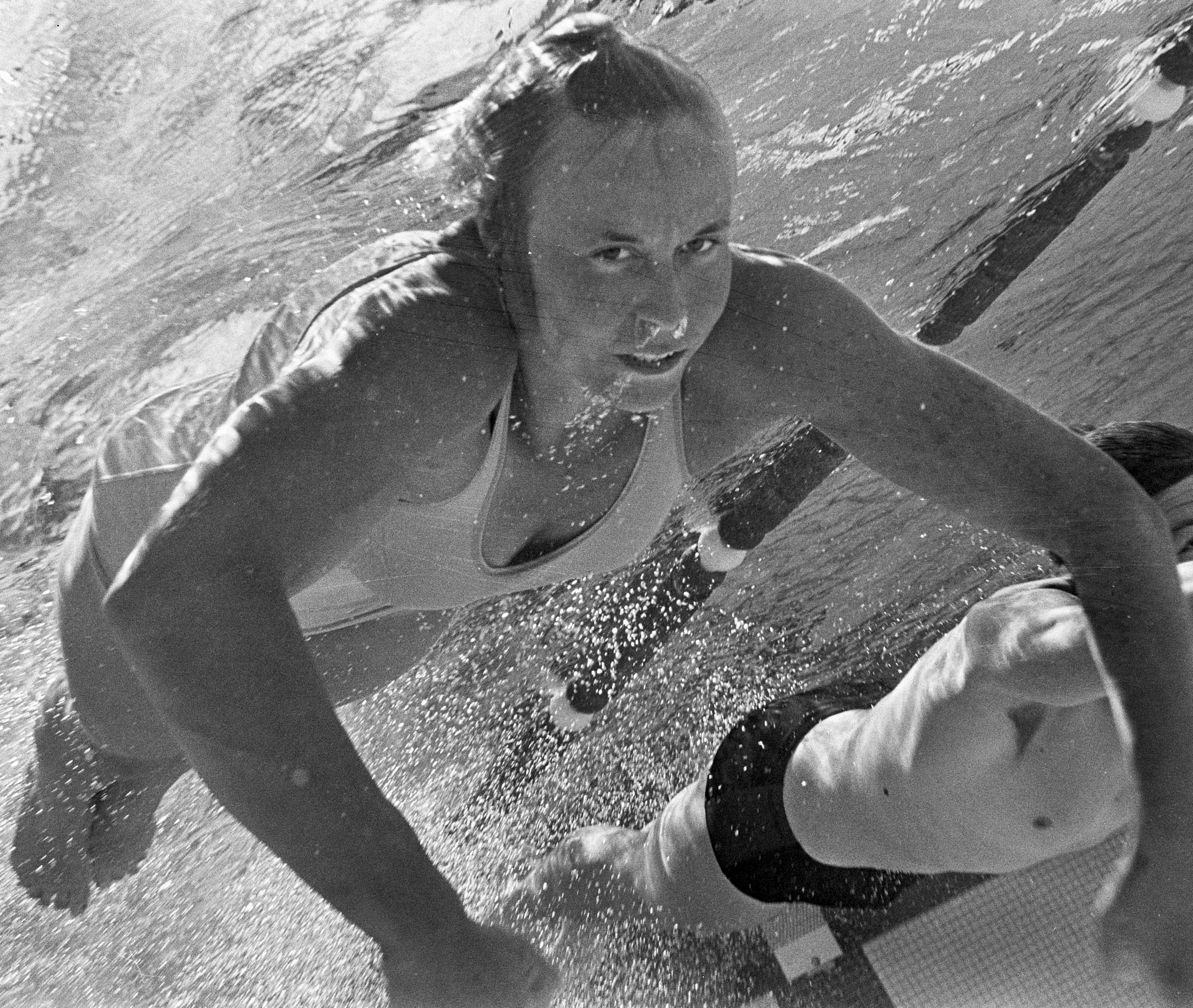
Onderwaterfoto van Gretta Kok, gemaakt door Ron Kroon

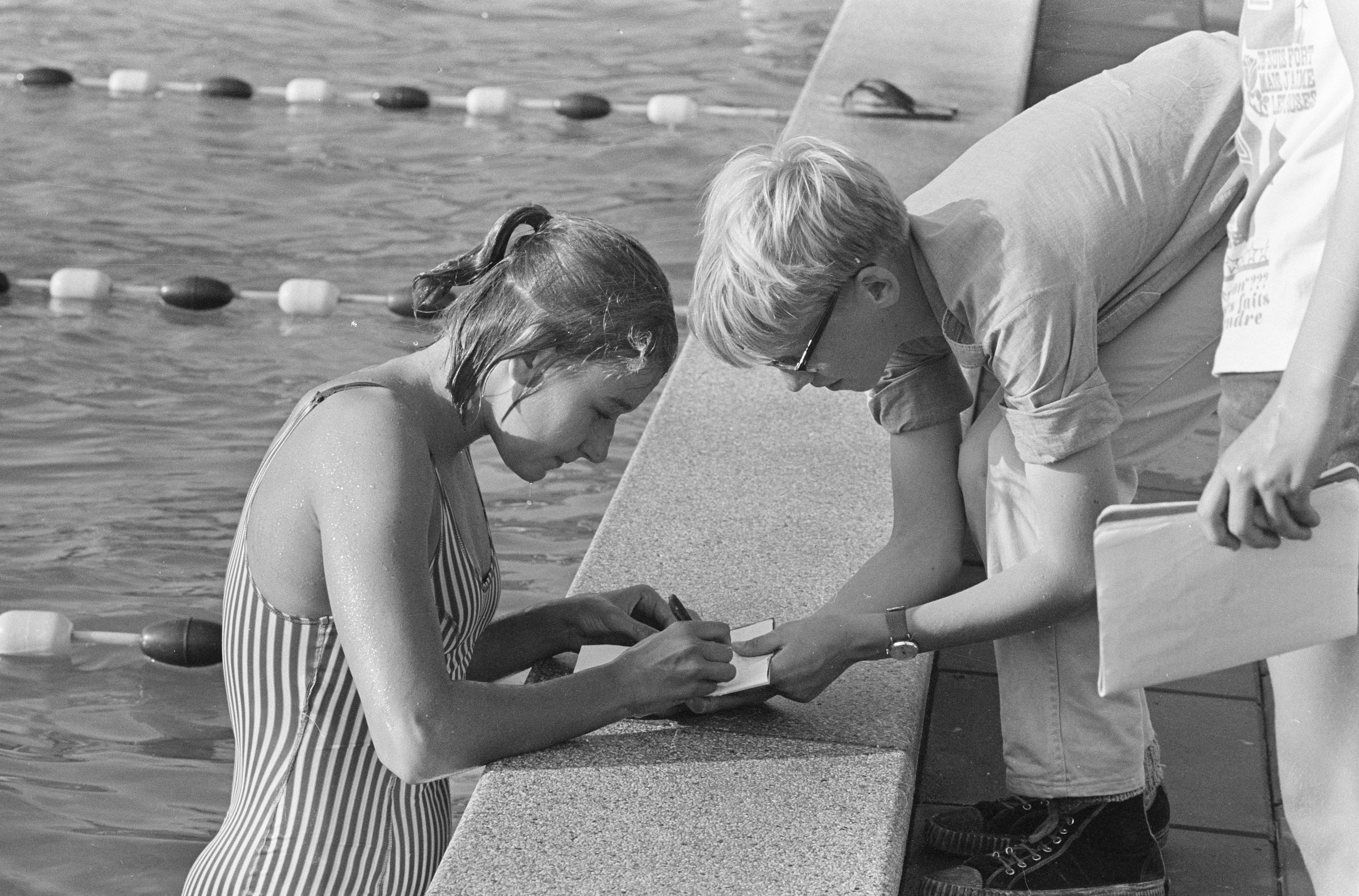
Irina Pozdnjakova (zilver op 200 m schoolslag) deelt handtekeningen uit

| Afstand:           | Goud:                                                                             | Tijd   | Zilver:                                                                                       | Tijd   | Brons:                                                                              | Tijd   |
| 100 m vrije slag   | Martina Grunert Duitse Democratische Republiek                                    | 1.01,2 | Judit Turóczy Hongarije                                                                       | 1.02,1 | Pauline Sillett Verenigd Koninkrijk                                                 | 1.02,5 |
| 400 m vrije slag   | Claude Mandonnaud Frankrijk                                                       | 4.48,2 | Ada Kok Nederland                                                                             | 4.48,7 | Tamara Sosnova Sovjet-Unie                                                          | 4.50,1 |
| 100 m rugslag      | Christine Caron Frankrijk                                                         | 1.08,1 | Linda Ludgrove Verenigd Koninkrijk                                                            | 1.08,9 | Cristina Balaban Roemenië                                                           | 1.09,7 |
| 200 m schoolslag   | Galina Prozoemensjtsjikova Sovjet-Unie                                            | 2.40,8 | Irina Pozdnjakova Sovjet-Unie                                                                 | 2.41,9 | Jill Slattery Verenigd Koninkrijk                                                   | 2.47,9 |
| 100 m vlinderslag  | Ada Kok Nederland                                                                 | 1.05,6 | Heike Hustede Bondsrepubliek Duitsland                                                        | 1.06,3 | Eila Pyrhönen Finland                                                               | 1.07,8 |
| 400 m wisselslag   | Betty Heukels Nederland                                                           | 5.25,0 | Heidi Pechstein Duitse Democratische Republiek                                                | 5.26,0 | Ljoedmila Chazieva Sovjet-Unie                                                      | 5.28,4 |
| 4x100 m vrije slag | Sovjet-Unie Natalja Siptsjenko Antonina Roedenko Natalja Oestinova Tamara Sosnova | 4.11,3 | Zweden Ingrid Gustavsson Ulla Jäfvert Ann-Charlotte Lilja Ann-Christine Hagberg               | 4.12,2 | Nederland Toos Beumer Mirjam van Hemert Bep Weeteling Lydia Schaap                  | 4.12,8 |
| 4x100 m wisselslag | Nederland Cobie Sikkens Gretta Kok Ada Kok Toos Beumer                            | 4.36,4 | Sovjet-Unie Natalja Michajlova Galina Prozoemensjtsjikova Tatjana Devjatova Antonina Roedenko | 4.38,2 | Verenigd Koninkrijk Linda Ludgrove Diana Harris Mary-Anne Cotterill Pauline Sillett | 4.38,4 |

## Schoonspringen

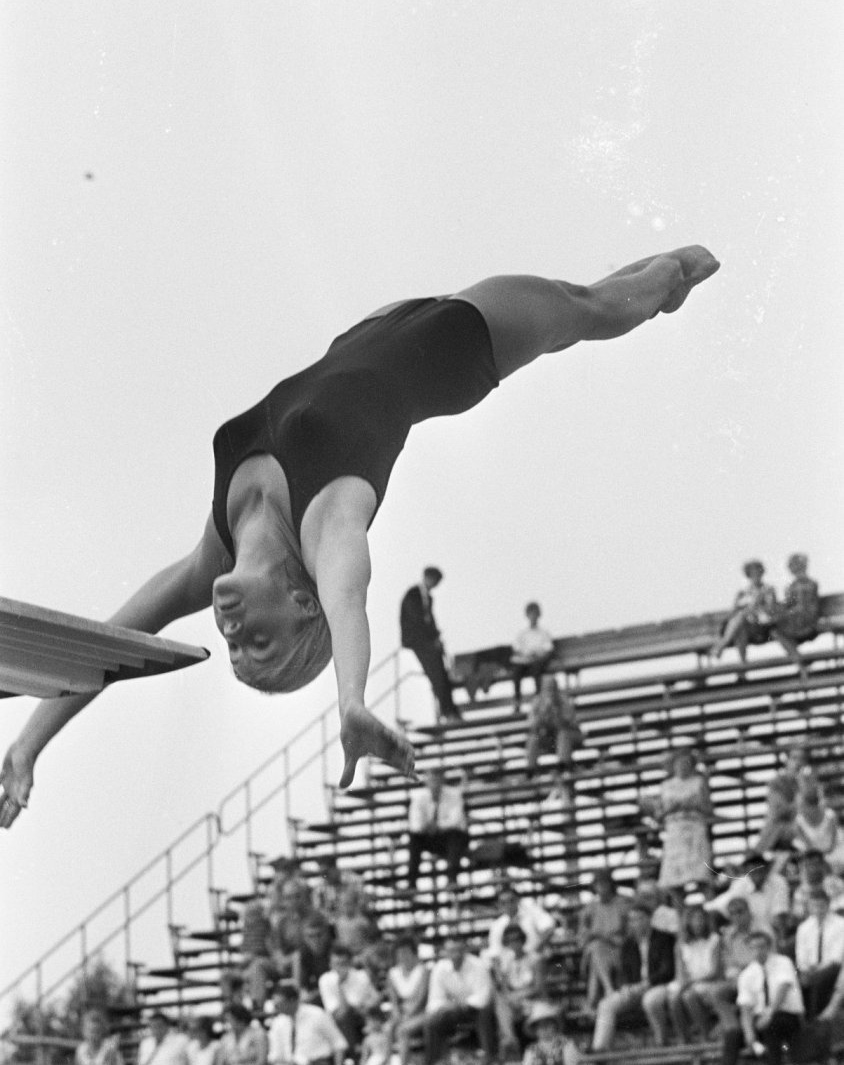
Tamara Fedosova won brons op de 3 m plank bij het schoonspringen

### Mannen
| Onderdeel: | Goud:                       | Score  | Zilver:                          | Score  | Brons:                  | Score  |
| 3 m plank  | Michail Safonov Sovjet-Unie | 155,27 | Tord Andersson Zweden            | 146,30 | Giorgio Cagnotto Italië | 146,21 |
| 10 m toren | Klaus Dibiasi Italië        | 162,92 | Brian Phelps Verenigd Koninkrijk | 152,01 | Jerzy Kowalewski Polen  | 143,13 |

### Vrouwen
| Onderdeel: | Goud:                           | Score  | Zilver:                                        | Score  | Brons:                                         | Score  |
| 3 m plank  | Vera Baklanova Sovjet-Unie      | 136,59 | Delia Reinhardt Duitse Democratische Republiek | 136,05 | Tamara Fedosova Sovjet-Unie                    | 133,23 |
| 10 m toren | Natalja Koeznetsova Sovjet-Unie | 100,93 | Ingeborg Pertmayr Oostenrijk                   | 94,52  | Gabriele Schöpe Duitse Democratische Republiek | 91,22  |

## Waterpolo
| Onderdeel: | Goud:       | Zilver:                        | Brons:      |
| Mannen     | Sovjet-Unie | Duitse Democratische Republiek | Joegoslavië |

## Medaillespiegel
| Plaats | Land                           | Goud | Zilver | Brons | Totaal |
| 1      | Sovjet-Unie                    | 12   | 7      | 5     | 24     |
| 2      | Duitse Democratische Republiek | 4    | 6      | 5     | 15     |
| 3      | Nederland                      | 3    | 1      | 1     | 5      |
| 4      | Frankrijk                      | 2    | 0      | 1     | 3      |
| 5      | Verenigd Koninkrijk            | 1    | 3      | 3     | 7      |
| 6      | Italië                         | 1    | 0      | 1     | 2      |
| 7      | Zweden                         | 0    | 2      | 2     | 4      |
| 8      | Hongarije                      | 0    | 1      | 1     | 2      |
| 9      | Bondsrepubliek Duitsland       | 0    | 1      | 0     | 1      |
| 10     | Oostenrijk                     | 0    | 1      | 0     | 1      |
| 11     | Spanje                         | 0    | 1      | 0     | 1      |
| 12     | Finland                        | 0    | 0      | 1     | 1      |
| 13     | Joegoslavië                    | 0    | 0      | 1     | 1      |
| 14     | Polen                          | 0    | 0      | 1     | 1      |
| 15     | Roemenië                       | 0    | 0      | 1     | 1      |
| Totaal | Totaal                         | 23   | 23     | 23    | 69     |